# Adlerpult (Maxkirche)

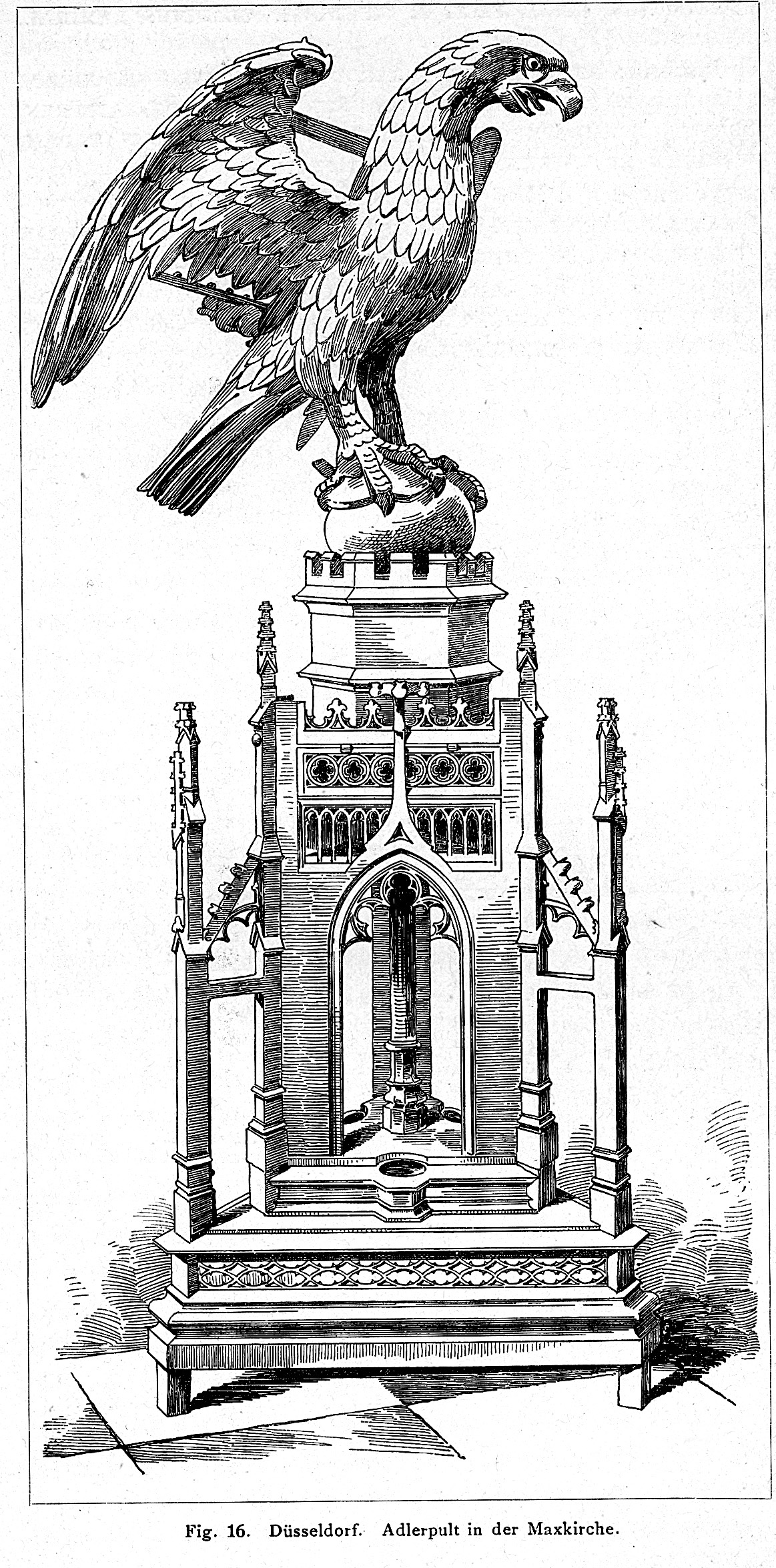
Düsseldorf, Maxkirche, Adlerpult.

Das Adlerpult in der katholischen Kirche St. Maximilian, auch Maxkirche genannt, in Düsseldorf-Carlstadt ist ein spätgotisches Kunstwerk, das aus dem Altenberger Dom stammt und nach der Säkularisation der Abtei Altenberg nach Düsseldorf gebracht wurde. Es wurde aus Bronze oder Gelbguss wohl in einer maasländischen Werkstatt gegossen und ist durch die lateinische Inschrift in das Jahr 1449 und die Amtszeit von Abt Johann von Küdinghoven (1440–1462) datiert. 
Adlerpulte sind mit einem Adler gestaltete Lesepulte, die insbesondere zum Auflegen liturgischer Bücher dienen. 

Der Düsseldorfer Architekten und Ingenieurverein (AIV) bezeichnete im Jahr 1904 das Adlerpult in St. Maximilian als das älteste kirchliche Kunstwerk in einer Düsseldorfer Kirche. Neben Datum, Ort und Höhe gab der Architekten- und Ingenieurverein eine Beschreibung des Werks ab, erwähnte jedoch weder Inschrift noch andere Tierfiguren:

„An kirchlichen Denkmälern (nach Clemen, Denkmäler der Rheinprovinz) ist in Düsseldorf nur eine verhältnismässig geringe Anzahl künstlerisch wertvoller vorhanden. Immerhin bergen die alten Kirchen deren einige, auf die aufmerksam zu machen hier nicht unterlassen werden soll. Der Zeit nach ist als ältestes das in der Maxkirche stehende 2 m hohe bronzene Adlerpult aus dem Jahr 1449 zu erwähnen, das aus der Abtei Altenberg stammt (Abb. 62). Auf einem dreiseitigen, gotischen, mit Strebebögen und Fialen versehenen architektonischen Unterbau sitzt auf einer Kugel ein mächtiger, prachtvoll stilisierter Adler, jede Feder einzeln durchgearbeitet, die Augen von Kristall eingesetzt, der auf seinen Flügeln das Buchgestell trägt.“

Paul Clemen beschrieb das bronzene Kunstwerk 1894 in Die Kunstdenkmäler der Stadt und des Kreises Düsseldorf ausführlich. Es trägt demnach eine lateinische Inschrift am dreiseitigen Sockel und ist überreich im gotischen Stil verziert. Tierfiguren wie Adler, Hund und Fledermaus schmücken das Werk:

„Bronzenes Adlerpult, 2 m hoch, vom J. 1449, aus der Abtei Altenberg stammend (Fig. 16. – Bayerle S. 187. – Chr. W. Schmidt, Kirchenmöbel u. Utensilien Taf. 25). Um den dreiseitigen Fuss die Inschrift: ANNO INCARNACIONIS HOC CONFLATUM LECCIONIS M QUATER C ET VIIII QUATER X FORE FATUR CONFECTUM VETERIS MONTIS JOH. CURAM GERENS NOMEN KODEKONEN FERENS HOC FIERI FACIENS. Der über dem mit Masswerk bedeckten einfach profilierten Unterbau sich erhebende Aufsatz ist auf jeder der drei Seiten von einem nasenbesetzten Spitzbogenfenster durchbrochen, über dem zwei Reihen von gothischen Vergitterungen sich hinziehen, an den Kanten Strebesysteme. Der sechsseitige zinnengekrönte Mittelbau trägt eine Kugel, auf dem ein mächtiger prachtvoll stilisierter Adler sitzt, jede Feder einzeln durchgeführt, die Augen von Krystall eingesetzt. Die Tragleiste für das Buch auf seinem Rücken stützt eine kleine hockende Hundefigur, die Krallen ruhen auf einer Art Fledermaus, deren ausgebreitete Flügel genau erkennbar sind, während Kopf und Schwanz abgebrochen sind.“

Paul Clemen fand ähnliche Werke in Deutschland im Aachener Münster, in der Erkelenzer Kirche St. Lambertus,  in der Dortmunder Reinoldikirche, in der Dortmunder Marienkirche, in der Klosterkirche Marienfeld und in der Kirche St. Severin in Köln, im niederländischsprachigen Raum in den Kirchen St. Martin (Hal) und St. Germain (Tienen)  sowie in Venedig im Markusdom und im Museo Correr.

Das Adlerpult im Jahr 2018
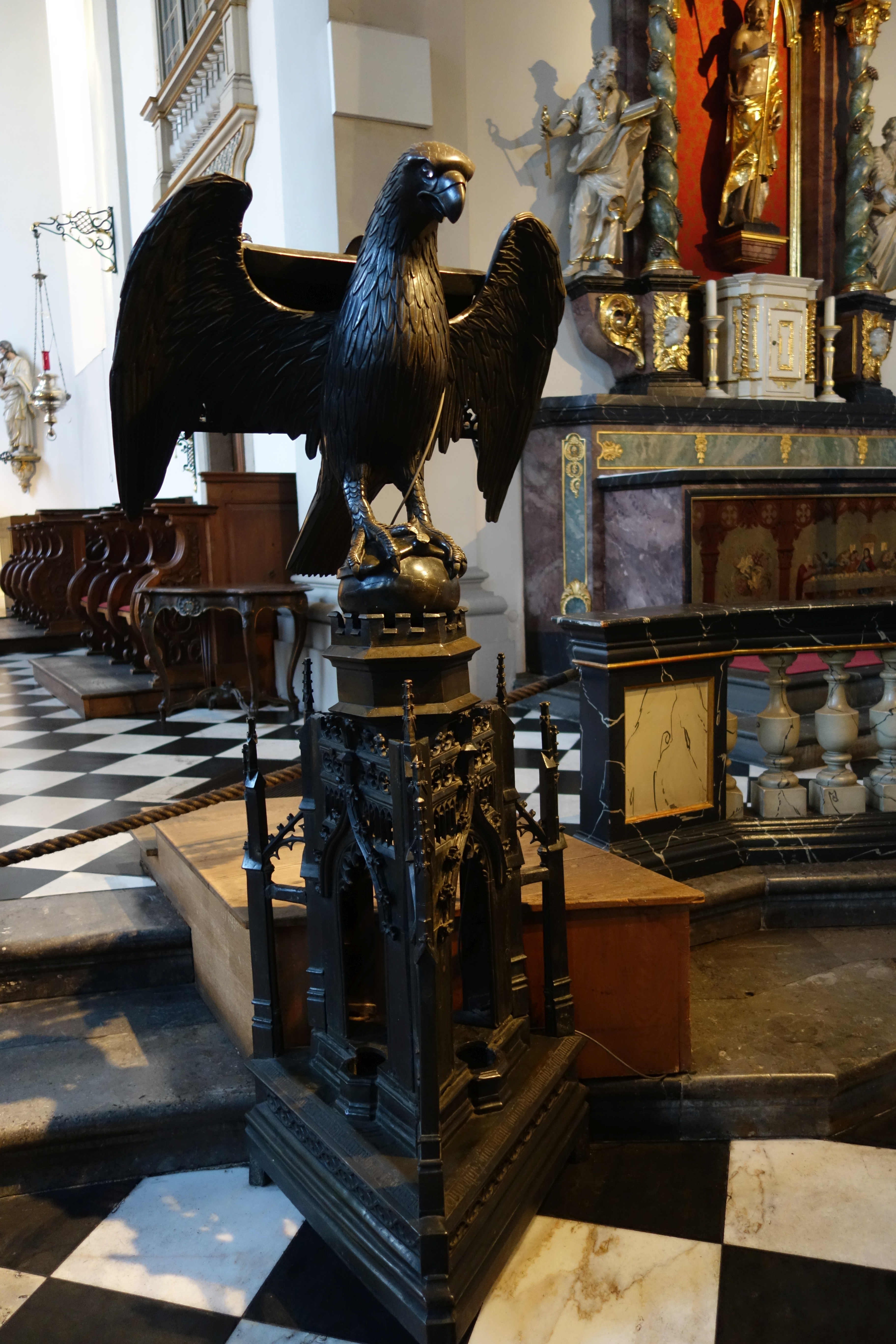
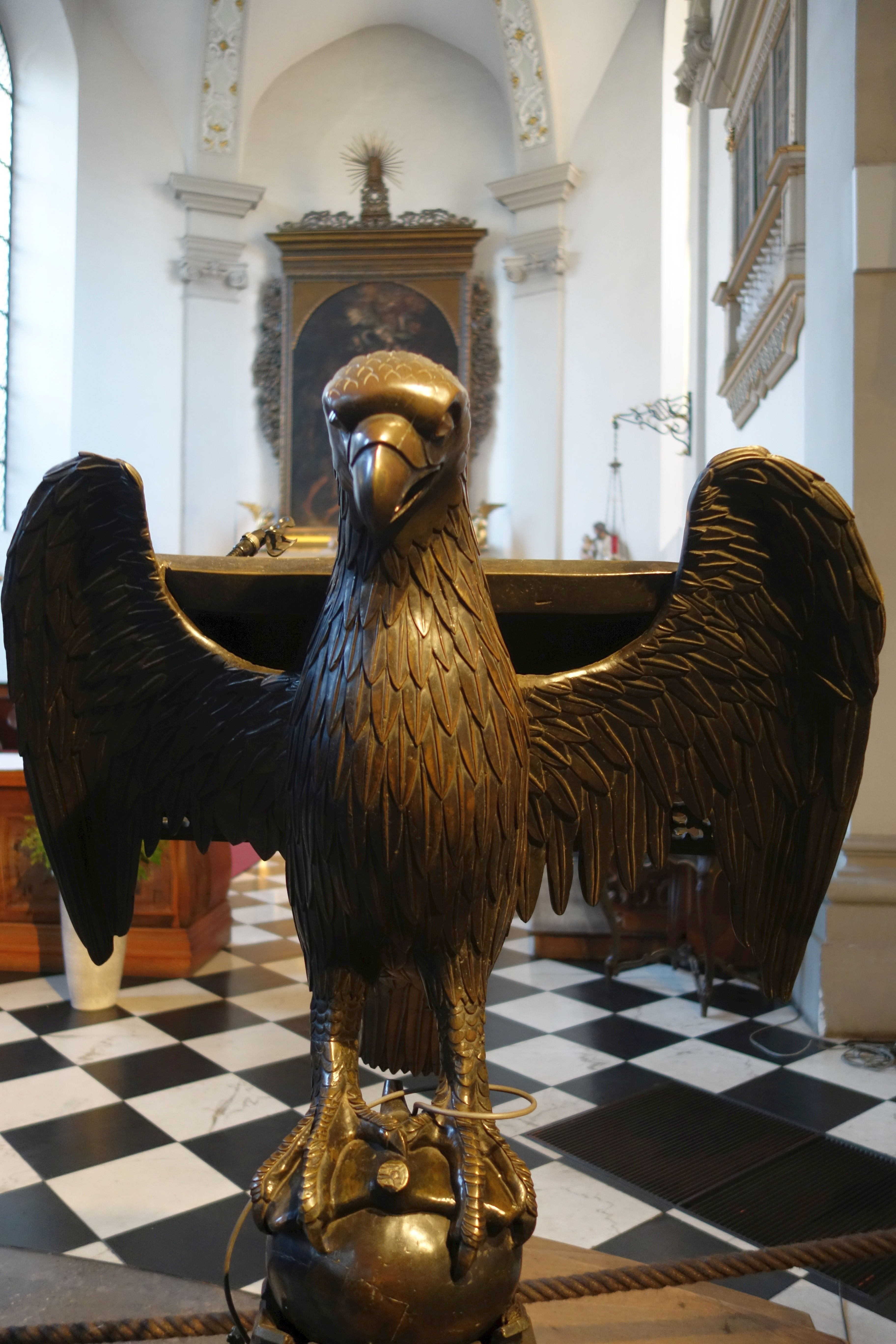
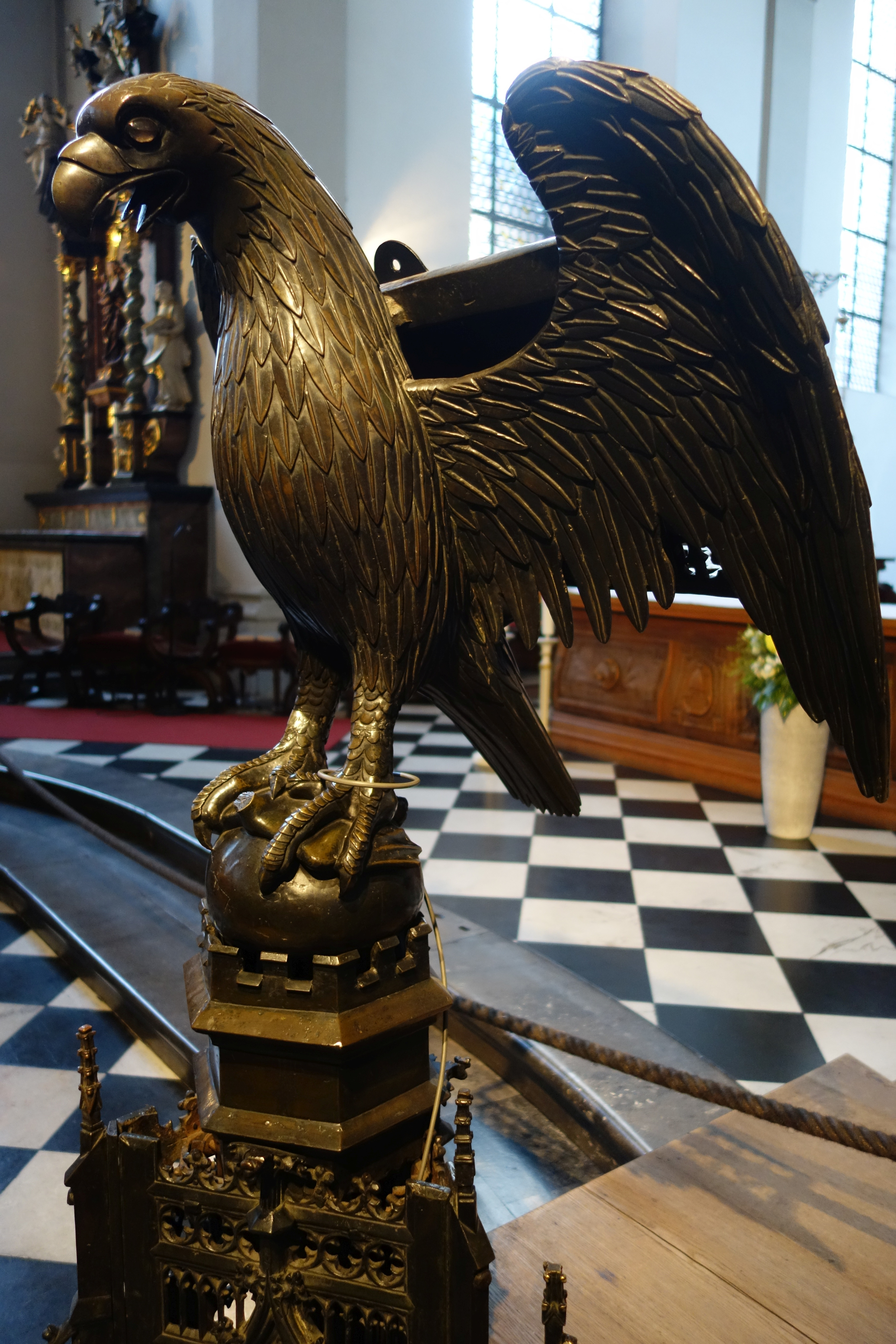
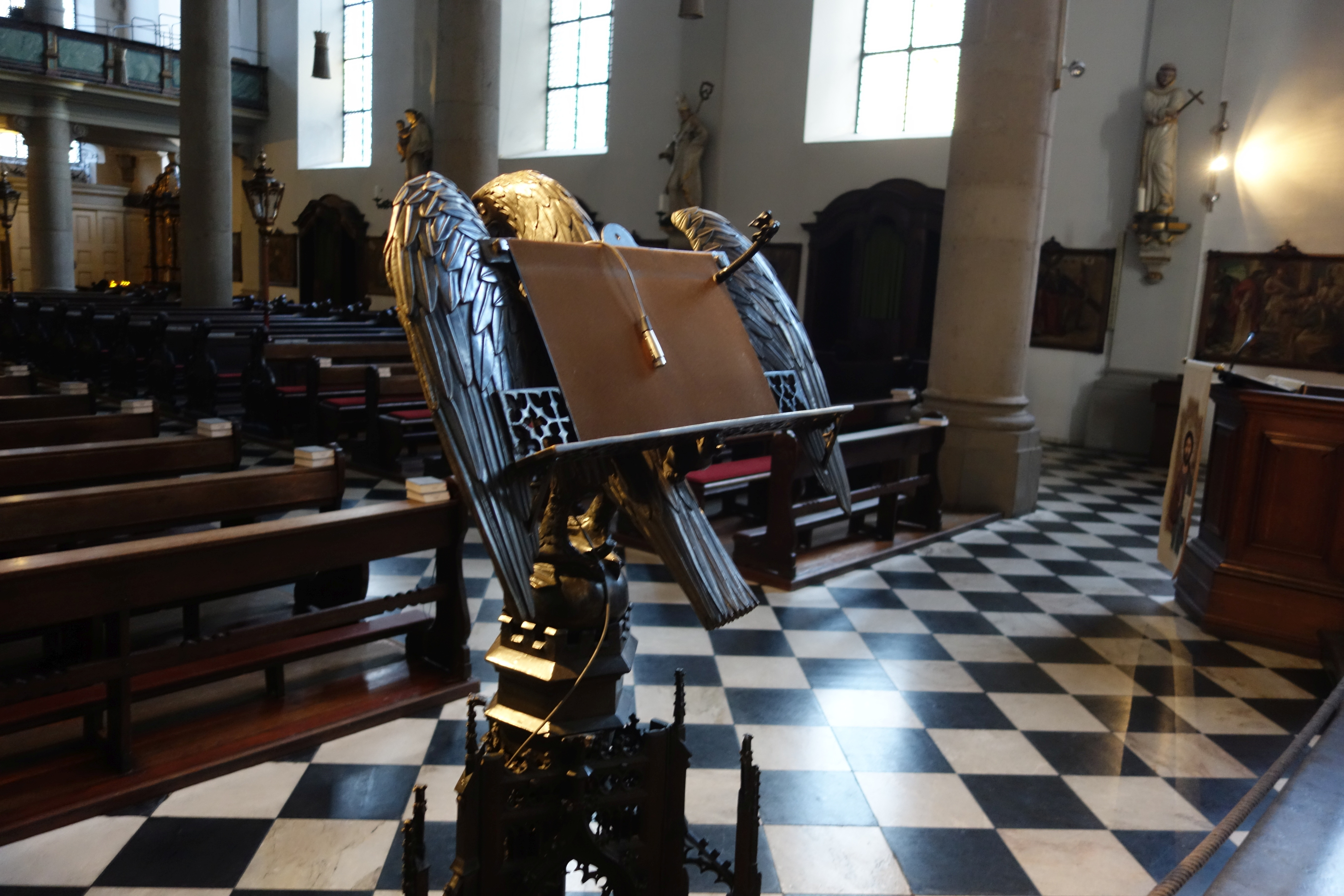